# Il centurione di Augusto
Il centurione di Augusto è un romanzo storico di Guido Cervo ambientato agli inizi del I secolo in età augustea, pubblicato nel 2005 dalla casa editrice Piemme.

## Trama

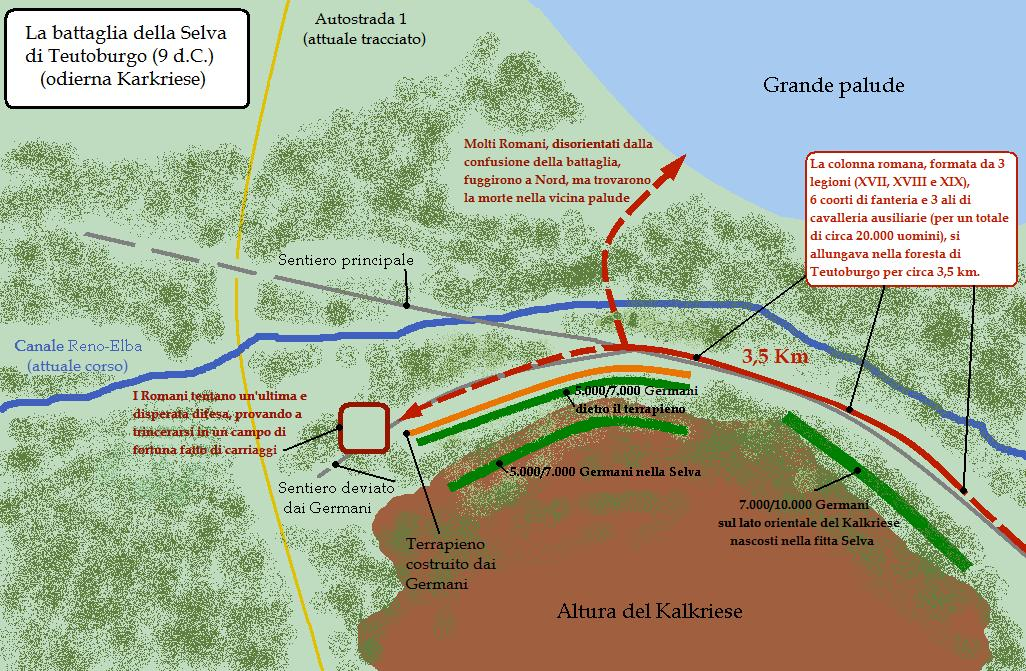
Mappa del sito della disfatta di Publio Quintilio Varo, nella foresta di Teutoburgo.

Nel 9 d.C. i territori compresi tra i fiumi Reno ed Elba, apparivano ai Romani come una nuova provincia. La conquista era durata quasi un ventennio. A Roma si pensava che ormai fosse arrivato il momento di introdurre nella regione il diritto e le istituzioni romane. L'imperatore Augusto decise così di affidare ad un burocrate più che ad un generale, il governo della nuova provincia. Scelse, dunque, il governatore della Siria, Publio Quintilio Varo. Augusto riteneva che un personaggio noto, certamente, non per l'abilità bellica, potesse far cambiare le usanze secolari dei Germani, che non apprezzavano i modi rudi dei militari romani. Varo non si accorse del crescente rancore che covava per l'invasore. Questa era la situazione prima della terribile battaglia che fermò definitivamente i piani espansionistici dei Romani in Germania Magna.
Guido Cervo ci racconta dell'agguato teso alle tre legioni romane attraverso un susseguirsi di azioni avvincenti sulla base degli antichi testi latini di Tacito, Cassio Dione Cocceiano, Velleio Patercolo, Svetonio e Floro. Il racconto è ambientato durante una pallida giornata di settembre dell'anno 9 d.C. quando tre intere legioni, agli ordini del generale Publio Quintilio Varo, vengono attaccate in una furibonda battaglia durata alcuni giorni nella selva di Teutoburgo. Si trattava però di un massacro annunciato, vista l'incapacità del comandante romano nel porre rimedio all'improvviso attacco sferrato dai Germani. In mezzo a tanta devastazione, vengono raccontate le vicende del centurione Calidio, che disperatamente cercherà di mettere in salvo almeno l'aquila, l'insegna simbolo della sua unità legionaria, in un intreccio avvincente di eroismo e viltà, dal grande pathos.

## Edizioni
- Guido Cervo, Il centurione di Augusto, Piemme, 2005,  p. 208, ISBN 978-88-566-1256-1.